# Iulie 1984
Acest articol este generat integral pe baza informațiilor din articolul 1984 și este actualizat periodic de un robot.
 Editările făcute în articol vor fi șterse la următoarea actualizare! Dacă doriți să faceți modificări, editați articolul-sursă.

ianuarie -
februarie -
martie -
aprilie -
mai -
iunie -
iulie -
august -
septembrie -
octombrie -
noiembrie -
decembrie
Iulie 1984 a fost a șaptea lună a anului și a început într-o zi de duminică.

## Evenimente
- 1 iulie: Irlanda preia Președinția Consiliului Comunităților Europene.
- 25 iulie: Cosmonautul sovietic, Svetlana Savitskaia, a devenit prima femeie din lume care a efectuat o ieșire în spațiu[1].
- 29 iulie-12 august: La cea de a XIII–a ediție a Olimpiadei de vară, organizată la Los Angeles, sportivii români au cucerit 20 de medalii de aur, 16 de argint și 17 de bronz.

## Nașteri
- 1 iulie: Răzvan Burleanu, președintele Federației Române de Fotbal, român
- 1 iulie: Chaouki Ben Saada, fotbalist francez (atacant)
- 2 iulie: Dorin Goga (Dorin Ioan Goga), fotbalist român (atacant)
- 3 iulie: Andreea Isărescu, sportivă română (gimnastică artistică)
- 6 iulie: Stanca Radu, scenaristă română
- 7 iulie: Alberto Aquilani, fotbalist italian
- 7 iulie: Bruno Moraes (Bruno dos Santos Moraes), fotbalist brazilian (atacant)
- 8 iulie: Ilinca Hărnuț, actriță română
- 9 iulie: Blazhe Ilijoski, fotbalist macedonean
- 10 iulie: Mark González (Mark Dennis González Hoffmann), fotbalist chilian (atacant)
- 11 iulie: Costin Curelea, fotbalist român (atacant)
- 12 iulie: Ciprian Milea, fotbalist român
- 12 iulie: Sami Zayn, wrestler canadian
- 12 iulie: Andrei-Iulian Drancă, politician
- 14 iulie: Samir Handanović, fotbalist sloven (portar)
- 14 iulie: Nilmar (Nilmar Honorato da Silva), fotbalist brazilian (atacant)
- 14 iulie: Samir Handanovič, fotbalist sloven
- 15 iulie: Édgar Barreto (Édgar Osvaldo Barreto Cáceres), fotbalist paraguayan
- 15 iulie: Jivko Milanov (Jivko Kirilov Milanov), fotbalist bulgar
- 18 iulie: Alin Ilin (Alin Sorin Ilin), fotbalist român
- 19 iulie: Andrea Libman, actriță canadiană
- 19 iulie: Diana Mocanu, înotătoare română
- 19 iulie: Zhu Zhu, actriță chineză
- 19 iulie: Matthias Laurenz Gräff, pictor austriac
- 20 iulie: Iulian Popa, fotbalist român
- 22 iulie: Stewart Downing, fotbalist englez
- 22 iulie: Oleh Șturbabin, scrimer ucrainean
- 23 iulie: Walter Gargano (Walter Alejandro Gargano Guevara), fotbalist uruguayan
- 25 iulie: Alexandru Onică, fotbalist din R. Moldova
- 25 iulie: Alexandru Onica, fotbalist moldovean
- 26 iulie: Sabri Sarıoğlu, fotbalist turc
- 28 iulie: Adrian Rusu, fotbalist român
- 29 iulie: Juan Carlos Flores, actor mexican
- 29 iulie: Ma Jianfei, scrimer chinez
- 31 iulie: Valeria Borza, jucătoare română de tenis de masă (d. 2013)

## Decese
Ștefan Onisie, 58 ani, fotbalist român (n. 1925)
Călin Gruia, 84 ani, scriitor român (n. 1900)
Uładzimir Karatkievič, 53 ani, scriitor belarus (n. 1930)
Ed Gein (Edward Theodore Gein), 77 ani, criminal american (n. 1906)
James Mason (James Neville Mason), 75 ani, actor britanic (n. 1909)